# Johannesplatz
Johannesplatz, Erfurt-Johannesplatz – dzielnica miasta Erfurt w Niemczech, w kraju związkowym Turyngia.